# Antonio José da Silva Rabello
Antonio José da Silva Rabello ( – ) foi um médico brasileiro.
Foi eleito membro da Academia Nacional de Medicina em 1887, com o número acadêmico 153, ocupando a Cadeira 18, que tem Garfield Augusto Perry de Almeida como patrono.